# 草酸亚铁
草酸亚铁（化学式：FeC2O4）是铁(II)的草酸盐，黄色晶体，难溶于水，缓慢溶于浓盐酸。

## 制备
草酸亚铁可由Fe2+与C2O42-在溶液中的反应制得：
Fe2+ + C2O42- → FeC2O4↓
如将硫酸酸化的硫酸亚铁铵和草酸溶液混合，加热并搅拌，静置后倒出上层清液，分别用蒸馏水和丙酮洗涤沉淀，干燥，得到草酸亚铁二水合物晶体。

## 化学性质
草酸亚铁可溶于碱金属草酸盐溶液中，形成[Fe(C2O4)2]2-。
加热草酸亚铁固体，可以得到纳米铁粉。该粉末可以在空气中自燃。
FeC2O4 → Fe + 2 CO2↑
加热草酸亚铁二水合物，其分解反应分为三步，首先是结晶水的脱除：
FeC2O4·2H2O → FeC2O4 + 2 H2O
第二步是脱去CO：
FeC2O4 → FeCO3 + CO↑
第三步是FeCO3的分解：
FeCO3 → FeO + CO2↑
此外，当H2O来不及扩散时，存在以下副反应：
3 FeO + H2O → Fe3O4 + H2

## 用途
草酸亚铁作为前驱体，可以用于制备正极材料磷酸亚铁锂。
草酸亚铁分解可以用于制备磁性材料四氧化三铁。
它也能用于光催化反应及光引发的Fenton氧化反应。